# Mean Creek
Mean Creek è un film indipendente del 2004 diretto da Jacob Aaron Estes.
Il film ha vinto il Premio John Cassavetes agli Independent Spirit Awards 2005 ed è stato presentato nella sezione Quinzaine des Réalisateurs del Festival di Cannes 2004.
L'esordiente regista, anche sceneggiatore, si ispira a Stand by Me - Ricordo di un'estate ma sostituisce l'elegia fiabesca con una crudezza di linguaggio in sintonia coi tempi, e con uno sguardo spietato sul vuoto della provincia americana.

## Trama
Per vendicare il pugno che il bullo George ha sferrato al gracile fratellino Sam, l'adolescente Rocky e il balordo Marty - ossessionato dal suicidio del padre - organizzano una spedizione punitiva, e coinvolgono la piccola Millie e il timido Clyde, figlio di padri gay, in una gita sul fiume in cui vorrebbero umiliare e prendersi gioco della vittima.
Ma durante la gita il gruppo di ragazzi si accorge che George è un ragazzo problematico e solo, con un forte bisogno di amicizia. Sam vorrebbe lasciar perdere, ma la situazione degenera ed abbandonano George sul fiume

## Riconoscimenti
- 2004 - Festival di Cannes
  - Candidato al C.I.C.A.E. Award a Jacob Estes
  - Candidato alla Golden Camera a Jacob Estes
- 2004 - Deauville Film Festival
  - Candidato al Grand Special Prize a Jacob Estes
- 2004 - Ghent International Film Festival
  - Candidato al Grand Prix a Jacob Estes
- 2004 - Humanitas Prize
  - Humanitas Prize
- 2004 - Festival del cinema di Stoccolma
  - Best Directorial Debut
- 2005 - Independent Spirit Awards
  - Premio John Cassavetes
  - Special Distinction Award
- 2005 - Young Artist Awards
  - Candidato al Young Artist Awards alla miglior performance in un film - Giovane attore protagonista a Rory Culkin
  - Candidato al Young Artist Awards alla miglior performance in un film - Giovane attrice protagonista a Carly Schroeder